# Alvin Toffler

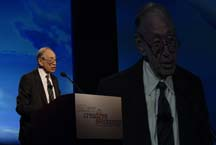
Alvin Toffler (2007)

Alvin Toffler (3 tháng 10 năm 1928 – 27 tháng 6 năm 2016) là một tác giả và nhà tương lai học người Mỹ. Ông từng giữ chức phó tổng biên tập của tạp chí Fortune, những tác phẩm đầu tay của ông tập trung vào vấn đề công nghệ và các tác động của công nghệ. Sau đó ông chuyển qua nghiên cứu phản ứng về những sự thay đổi của xã hội. Các tác phẩm sau này của ông thường đề cập đến sự gia tăng sức mạnh của vũ khí, công nghệ và chủ nghĩa tư bản của thế kỷ XXI.
Công ty tư vấn quản lý Accenture bầu ông là một trong những người có tiếng nói ảnh hưởng nhất trong giới doanh nhân, chỉ sau Bill Gates và Peter Drucker. Financial Times coi ông là "nhà tương lai học nổi tiếng nhất thế giới". Nhân dân Nhật báo xếp ông vào danh sách 50 người nước ngoài có ảnh hưởng lớn tới Trung Quốc thời hiện đại.

## Tác phẩm
1. Cú sốc tương lai (future shock).
2. Làn sóng thứ 3 (the third way).
3. Thăng trầm quyền lực (power shift) (tập 1 và 2).
4. Tạo dựng một nền văn minh mới chính trị của làn sống thứ 3 (Alvin Toffler & Heidi Toffler).
5. Tắt đèn (tập 1)